# 후루시마 기요토
후루시마 기요토(일본어: 古島 清人, 1968년 4월 3일 ~ )는 일본의 전 축구 선수이다.

## 구단 경력
1987년 일본 사커 리그의 후지타 공업(벨마레 히라쓰카)에 입단했다. 1995년까지 87경기에 출전. 1996년 아비스파 후쿠오카로 이적했다. 1998년 재팬 풋볼 리그의 오미야 아르디자로 이적했다. 1999년부터 2000년까지 NTT 구마모토에서 뛰었다. 2000년후 현역 은퇴.